# 阿拉斯加海上公路系統

阿拉斯加海上公路系統服務站點

阿拉斯加海上公路系統（英語：Alaska Marine Highway System (AMHS)）或阿拉斯加海上公路（英語：Alaska Marine Highway (AMH)）是由美國阿拉斯加州運營的渡輪服務。它的總部位於該州的克奇坎。
阿拉斯加海上公路系統沿該州的中南部海岸、阿留申群島東部以及阿拉斯加和加拿大不列顛哥倫比亞省的內灣航道（Inside Passage）運營。渡輪服務於阿拉斯加東南部沒有道路的社區，船隻可以運送人員、貨物和車輛。阿拉斯加海上公路系統的3,500英里（5,600公里）航線南至美國本土的華盛頓貝靈厄姆，西至烏納拉斯卡/荷蘭港，在阿拉斯加、不列顛哥倫比亞省和華盛頓州共有32個航站點。它是美國國家公路系統的一部分，並有聯邦公路資金資助。它也是該州和美國本土之間唯一允許車輛移動但不需國際海關檢查的交通方式。
阿拉斯加海上公路系統在美國非常罕見，它提供定期服務，但主要目的是運送乘客，而不是休閒或娛樂。航程可以持續很多天，船艙需要額外付費，而且大多數飲食都是以自助式餐廳供應。